# Songo Mnara
Songo Mnara is een klein eiland dat vlak voor de kust van Tanzania ligt.

## Geschiedenis
De haven van het eiland speelde een zeer belangrijke rol in de handel over de Indische Oceaan. Van de 13de tot de 16de eeuw werd er zilver, goud, parels, parfum, Chinees porselein, Arabisch servies en Perzisch aardewerk verhandeld. Daardoor werd het eiland vaak bezocht door Europese ontdekkingsreizigers.
Het eiland heeft een sleutelrol gespeeld in het ontstaan van het Swahili en de islamisering van Oost-Afrika. Bovendien geeft het een beeld van de uitgebreide handel uit de Middeleeuwen en de Nieuwe Tijd.

## Werelderfgoed
In het noorden van het eiland zijn ruïnes terug te vinden van de haven uit die periode, bestaande uit vijf moskeeën en een aantal woonplaatsen uit klei en hout. Eén constructie wordt paleis genoemd wegens de grootte maar de precieze functie ervan is niet zeker.
In 1981 werden de ruïnes samen met de ruïnes van Kilwa Kisiwani, een eiland dat dicht bij Songo Mnara ligt, toegevoegd aan de Werelderfgoedlijst van UNESCO maar sinds 2004 worden ze beschouwd als werelderfgoed in gevaar. Er zijn diverse redenen waarom de ruïnes stilaan tot puin vervallen. Een eerste is de erosie door de zeelucht, een andere is de vegetatie die tussen de stenen groeit. Sommige planten zijn echter zo in de ruïnes vergroeid dat het moeilijk wordt hen te verwijderen zonder dat de gebouwen instorten. Een derde reden voor het uiteenvallen van de ruïnes is het regenwater dat tussen de stenen door sijpelt.